# Lionel Terray

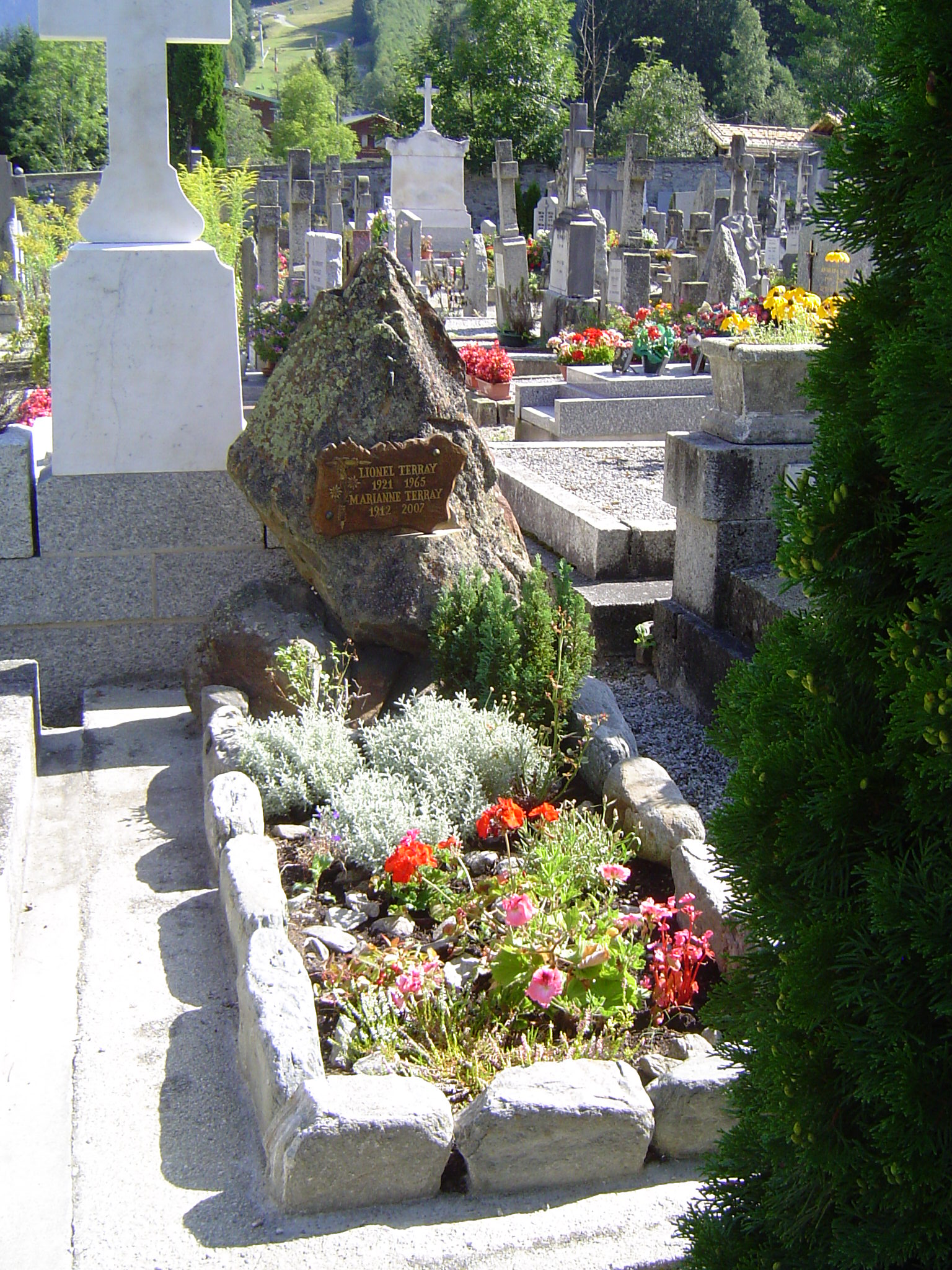
graf

Lionel Terray (Grenoble, 25 juli 1921 - Vercors-massief, 19 september 1965) was een Frans alpinist, bekend om zijn talrijke eerstbeklimmingen en expedities. Hij is tevens auteur van het boek Les Conquérants de l'inutile, dat in 1961 verscheen bij de uitgeverij Gallimard. In 1965 maakt Terray samen met zijn vriend Marc Martinetti een dodelijke val vanaf de Gerbier in de Vercors.

## Beklimmingen
- 1942, eerste beklimming van de westwand van de aiguille Purtcheller.
- 1947, tweede beklimming van de noordwand van de Eiger met Louis Lachenal.
- 3 juni 1950, Lionel Terray maakt samen met zijn vriend Louis Lachenal deel uit van een Franse expeditie om de Annapurna I te beklimmen. Louis Lachenal en Maurice Herzog zijn de eerste Fransen die een top boven de 8000 meter weten te beklimmen.
- 1952, Terray gaat naar de Monte Fitz Roy. Beklimming van de Aconcagua.
- 1954, verkenning van de Makalu, geslaagde beklimming van de Chomo Lönzo.
- 1955, eerste beklimming van de Makalu met Jean Couzy. In de daaropvolgende twee dagen staan alle leden van het expeditieteam op de top, tot dusver een unicum.
- 1956, in Peru, beklimming van de Nevado Chararju 6110 m en de Taullijaru 5830m.
- 1959, expeditie naar de Jannu, gestopt op 7400m, die in 1962 alsnog slaagt.